# Phoenix (альманах)
«Phoenix» — літературно-мистецький збірник (альманах), започаткований у Кам'янці-Подільському 2014 року для підтримки українського літературного процесу.
В процесі підготовки альманаху 21 березня 2014 — у Всесвітній день поезії було створене однойменне творче об'єднання, метою якого є, зокрема, розвиток культури Кам'янця-Подільського, пропаганда сучасної української літератури, організація зустрічей із українськими письменниками, літературні читання тощо.

## Том 1
Вихідні дані:
| Phoenix: літературно-мистецький збірник. – Кам’янець-Подільський: ПП «Медобори-2006», 2014. – Т. 1. – 64 с. ISBN 978-617-681-063-6 |
Перший випуск альманаху був презентований у червні 2014 .
Видрукований тиражем 100 примірників. Число авторів — 20.
Редколегія: Ігор Старенький (головний редактор), Віоліна Ситнік (заступник головного редактора), Вікторія Дубчак, Ольга Зьомко, Ольга Комарова, Інна Мисюра, Лілія Надвідна.
Матеріали опубліковані у розділах «Поезія», «Проза», «Цікаві розмови з відомими людьми».
Ілюстрації Ольги Комарової.

## Том 2
Вихідні дані:
| Phoenix: літературно-мистецький збірник. – Кам’янець-Подільський: ПП «Медобори-2006», 2014. – Т. 2. – 100 с. ISBN 978-617-681-080-3 |
Обкладинка і зворот в альманаху кольорові, збірник виданий без залучення коштів авторів. Число авторів 39, зокрема українські письменники Дара Корній, Любов Долик, Анатолій Хромов, Слава Світова, майстри слова із Кам'янця-Подільського Сергій Боднар, Василь Вітер (Анастасія Введенська), Славко Полятинчук, Наталія Яцемірська, Ірина Вареницька, Віктор Єрменчук та інші. Географія авторів — Кам'янець-Подільський та Хмельницька область, Львів, Одеса, Вінниця, Луцьк, Київ.
Видрукований тираж 150 примірників.
Матеріали опубліковані у розділах «Поезія», «Проза», «Переможці літературного конкурсу „Мій Кам'янець“», «Почесний гісь номера» (Дара Корній), «Ексклюзивна перекладна література» (поезія Елізабет Бішоп у перекладі Т. Микич-Турчин), «Цікаві розмови з відомими людьми» (Дара Корній, Любов Долик, Леона Вишневська), «Актуальне чтиво». Автор малюнка на звороті альманаху — художниця Ніна Басиста. Ілюстратори — Сергій Боднар, Анастасія Введенська, Ольга Комарова, Вікторія Лисенко, Дмитро Бабюк та Валерій Петренко.
Фінансовання альманаху здійснили Володимир Дубінський і Василь Гаврилюк.

## Том 3
Третій том альманаху має обсяг у 96 сторінок.
Новий логотип альманаху створив дитячий письменник та художник-ілюстратор Сергій Боднар.
Тираж збільшився до 200 примірників. Дизайн, макет та верстка — Дарини Старенької. Видрукований часопис у Львові (друкарня «Три-тон»).
Надрукувалося 46 авторів, серед яких Дара Корній, Любов Долик, Слава Світова, Лілія Черен, Юлія Шутенко, Володимир Вакуленко, Іван Гентош, Марія Пак. В альманасі представлені автори з Кам'янця-Подільського, а також Хмельниччини, Львівщини, Вінниччини, Волині, Київщини, Черкащини, Харківщини і з Франція.
До існуючих рубрик («Проза», «Поезія», «Ексклюзивна перекладна література» та «Актуальне чтиво»), додані рубрики «Пародії» та «Хроніка».
Редакційна колегія: Віоліна Ситнік, Ігор та Дарина Старенькі, Лілія та Анастасія Надвідні і Андрій Павловський. Ілюстратори: Сергій Боднар, Анастасія Введенська, Дарина Старенька, Тетяна Павловська, Лілія Тернавська, Олександр Барабаш, Андрій Павловський. Сприяли виданню Кам'янець-Подільський музей-заповідник, кав'ярня «Coffete».